# Hérouville-en-Vexin
Hérouville-en-Vexin är en kommun i departementet Val-d'Oise i regionen Île-de-France i norra Frankrike. Kommunen ligger i kantonen La Vallée-du-Sausseron som tillhör arrondissementet Pontoise. År 2022 hade Hérouville 569 invånare.

## Befolkningsutveckling
Antalet invånare i kommunen Hérouville-en-Vexin
| Referens: INSEE |